# 石黒一憲
石黒 一憲（いしぐろ かずのり、1950年8月12日 - ）は、日本の法学者。専門は、国際私法・国際経済法。弁護士。東京大学名誉教授。

## 略歴・人物
福島県いわき市生まれ。都立日比谷高校を経て、東大紛争による東大入試中止のあおりを受け、京都大学入学。次の年に再受験で東大に合格し、京大より転学の形で入学。東京大学法学部卒業。池原季雄に師事、東京大学法学部助手・助教授を経て、1991年から教授。
2010年、経済産業省の産業構造審議会通商政策部会委員。
2016年3月に東京大学を定年退職し、同年4月1日、弁護士登録（第二東京弁護士会所属）。
専門は、国際私法・国際経済法。法と経済や、NTT分割民営化問題にみる国家間の技術競争政策など課題としている。

## 著書

### 単著
- 『国際私法の解釈論的構造』（東京大学出版会、1980年）
- 『国際家族法入門―家族生活の国際化と法』（有斐閣、1981年）
- 『金融取引と国際訴訟―国際金融の牴触法的考察』（有斐閣、1983年）
- 『国際私法』（有斐閣、1984年）
- 『企業の多国籍化と法』（総合研究開発機構、1985年）
- 『現代国際私法』（東京大学出版会、1986年）
- 『国際通信法制の変革と日本の進路―電気通信事業法等の見直し問題との関係において』（総合研究開発機構、1987年）
- 『国際私法と国際民事訴訟法との交錯―国際私法上の「法律行為」の「方式」をめぐって』（有信堂高文社、1988年）
- 『国際的相克の中の国家と企業―法的省察への序章』（木鐸社、1988年）
- 『GATTウルグアイ・ラウンド―企業の多国籍化と法』（総合研究開発機構、1989年）
- 『情報通信・知的財産権への国際的視点』（国際書院、1990年）
- 『国境を越える環境汚染―シュヴァイツァーハレ事件とライン川』（木鐸社、1991年）
- 『ボーダーレス社会への法的警鐘』（中央経済社、1991年）
- 『国際民事紛争処理の深層』（日本評論社、1992年）
- 『ボーダーレス・エコノミーへの法的視座―続・ボーダーレス社会への法的警鐘』（中央経済社、1992年）
- 『超高速通信ネットワーク―その構築への夢と戦略』（NTT出版、1994年）
- 『国際摩擦と法―羅針盤なき日本』（筑摩書房［ちくま新書］、1994年）
- 『国際私法』（新世社、1994年）
- 『国際民事訴訟法』（新世社、1996年）
- 『通商摩擦と日本の進路』（木鐸社, 1996年）
- 『日米航空摩擦の構造と展望』（木鐸社、1997年）
- 『世界情報通信基盤の構築―国家・暗号・電子マネー』（NTT出版、1997年）
- 『法と経済』（岩波書店、1998年）
- 『国際知的財産権――サイバースペースvs.リアル・ワールド』（NTT出版、1998年）
- 『日本経済再生への法的警鐘――損保危機・行革・金融ビッグバン』（木鐸社、1998年）
- 『グローバル経済と法』（信山社、2000年）
- 『IT戦略の法と技術―「NTTの世界的R&D実績」vs.「公正競争」』（信山社、2003年）
- 『電子社会の法と経済』（岩波書店、2003年）
- 『国際競争力における技術の視点―知られざるNTTの研究開発』（NTT出版、2004年）
- 『国際私法・国際金融法教材―新制度大学院用』（信山社、2004年）
- 『国際私法の危機』（信山、2004年）
- 『国境を越える知的財産―サイバースペースへの道程と属地主義』（信山社、2005年）

### 共著
- （宇賀克也・碓井光明・内田貴・江頭憲治郎・高橋宏志・中山信弘・松下満雄）『日本法のトレンド』（有斐閣、1993年）
- （伊藤元重）『提言通商摩擦―法と経済の対話』（NTT出版、1993年）
- （貝瀬幸雄・佐藤鉄男・弥永真生・真船秀郎・土橋哲朗）『国際金融倒産』（経済法令研究会、1995年）

### 共編著
- （鴨武彦・伊藤元重）『リーディングス国際政治経済システム（1）主権国家を超えて』（有斐閣、1997年）
- （鴨武彦・伊藤元重）『リーディングス国際政治経済システム（3）相対化する国境I――法・政治・民族』（有斐閣、1997年）
- （鴨武彦・伊藤元重）『リーディングス国際政治経済システム（2）相対化する国境II――経済活動』（有斐閣、1998年）
- （鴨武彦・伊藤元重）『リーディングス国際政治経済システム（4）新しい世界システム』（有斐閣、1998年）
- （中里実）『ライブラリ電子社会システム（3）電子社会と法システム』（新世社、2002年）